# Hoàng mộc leo
Hoàng mộc leo hay còn gọi đắng cay (danh pháp khoa học: Zanthoxylum scandens) là một loài thực vật có hoa trong họ Cửu lý hương. Loài này được Blume miêu tả khoa học đầu tiên năm 1825.